# 1 Centrum Koordynacji Operacji Powietrznych
1 Centrum Koordynacji Operacji Powietrznych (1. CKOP) (ang. 1st Air Operation Coordination Center – AOCC) – powstało w 2002 w Bydgoszczy jako jednostka wojskowa wchodzącą w skład podsystemu dowodzenia operacyjnego Wojsk Lotniczych i Obrony Powietrznej, przeznaczona do realizacji zadań w zakresie współdziałania pomiędzy Wojskami Lądowymi a Wojskami Lotniczymi i Obrony Powietrznej. 1. CKOP podporządkowane było bezpośrednio dowódcy Centrum Operacji Powietrznych i rozwinięte przy dowództwie 1 Korpusu Zmechanizowanego. 1 CKOP miał następujące zadania:
- prowadzenia połączonego planowania, koordynowania i dowodzenia wysiłkiem lotnictwa wydzielonego do wsparcia Wojsk Lądowych na obszarze odpowiedzialności korpusu/związku taktycznego;
- uczestniczenie w szkoleniu operacyjno-taktycznym i taktycznym organizowanym przez dowódcę COP oraz dowódcę 1 KZ;
- uczestniczenie w ćwiczeniach i treningach w układzie narodowym i sojuszniczym.

Zmiany strukturalne oraz reorganizacja SZ RP spowodowały likwidację 1. KZ. 1. CKOP otrzymał nowy etat oraz zadania związane z pełnieniem służby przy dowódcy Centrum Operacji Morskich. W 2005 roku Centrum zostało przeniesione do Gdyni. Podstawowe zadania zostały podobne, zmienił się jednak komponent RSZ, na korzyść którego Centrum je realizuje:
- koordynowanie działań lotnictwa Sił Powietrznych z operacjami wykonywanymi przez siły Marynarki Wojennej;
- pełnienie funkcji łącznikowych pomiędzy komponentami SP i MW;
- doradzanie d-cy COM odnośnie do sposobów wykorzystania przydzielonego wysiłku lotnictwa SP na rzecz sił MW;
- uczestniczenie w szkoleniu operacyjno-taktycznym i taktycznym organizowanym przez dowódcę COP oraz dowódcę COM;
- uczestniczenie w ćwiczeniach i treningach w układzie narodowym i sojuszniczym.

Insygnia 1. CKOP
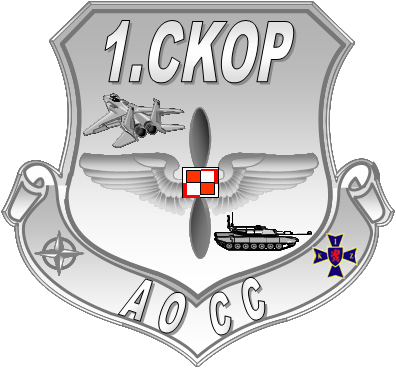
Odznaka z okresu bydgoskiego
Logo (Gdynia; wariant 1.)
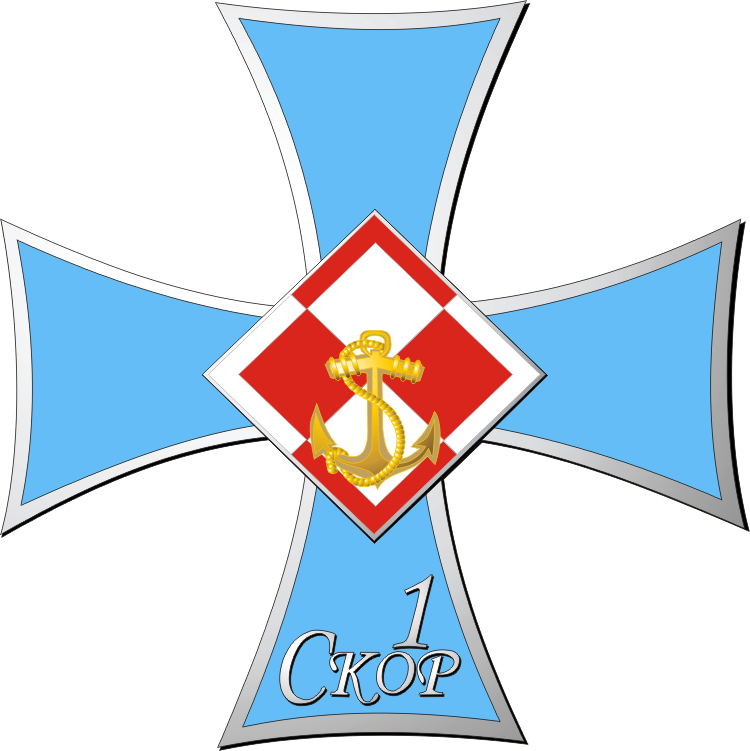
Logo (Gdynia; wariant 2.)
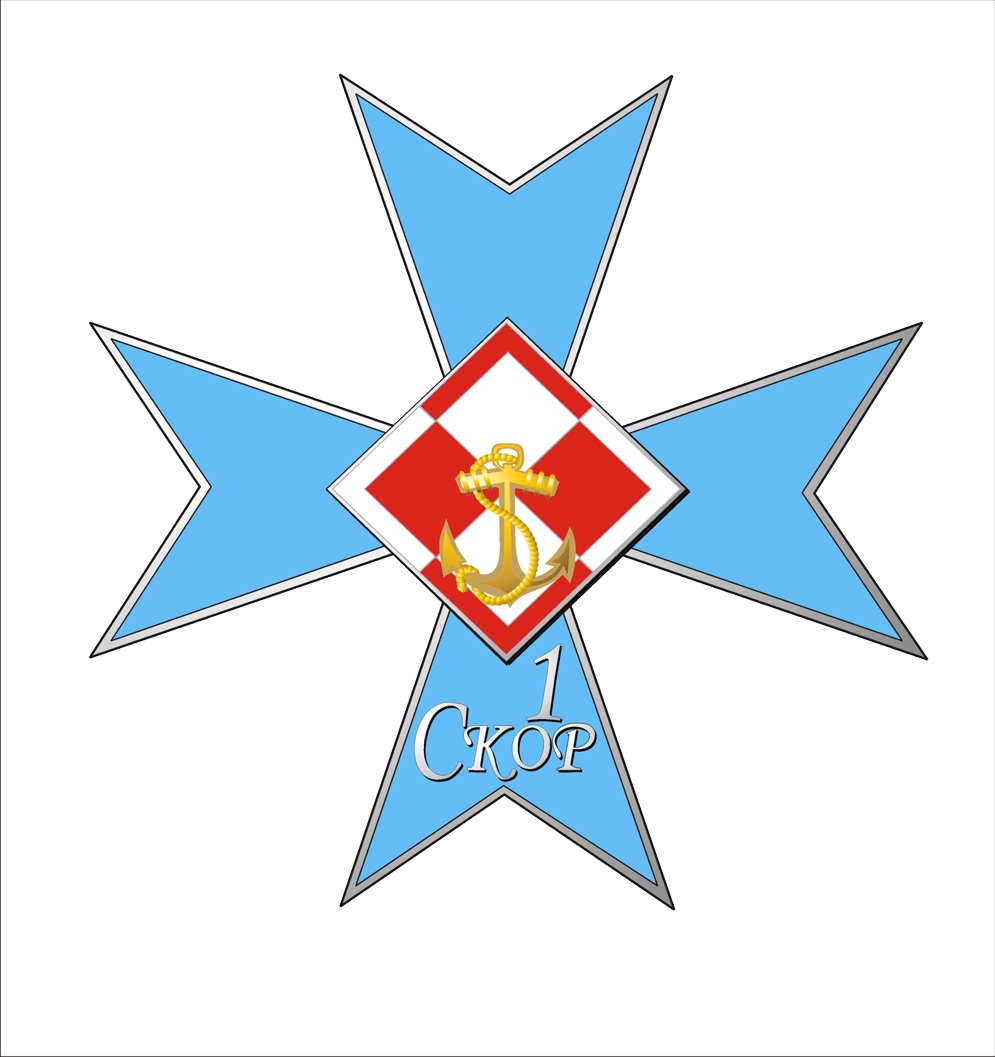
Odznaka pamiątkowa (od 2009)
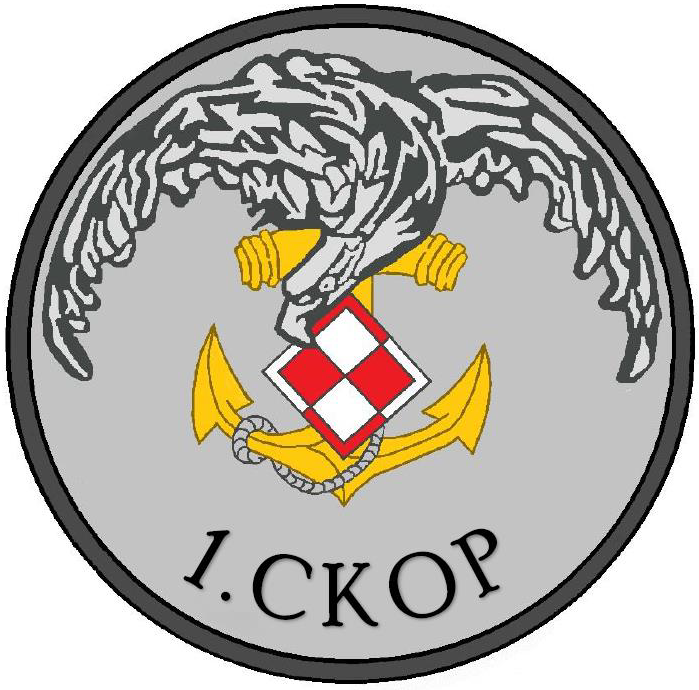
Oznaka rozpoznawcza na mundur wyjściowy (2021)
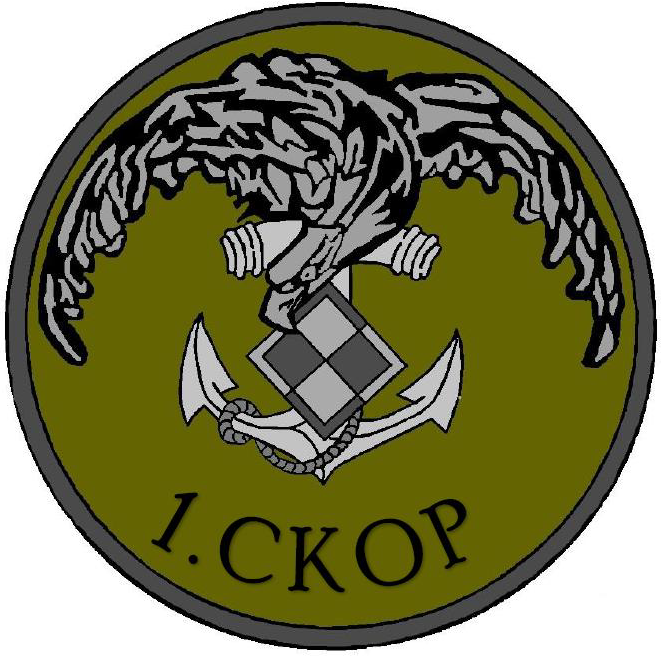
Oznaka rozpoznawcza na mundur polowy (2021)

## Szefowie i dowódcy

### Szef
- 2 kwietnia 2002 – 30 czerwca 2004 – podpułkownik|ppłk dypl. Anatol Wasiluk

### Dowódcy
- 1 lipca 2004 – 1 stycznia 2007 – ppłk dypl. Anatol Wasiluk
- od 5 stycznia 2007 – 20 lipca 2010 – płk dypl. Pilotaż (lotnictwo)|pil. Robert Weissgerber
- od 21 lipca 2010 – 30 marca 2011 – cz.p.o. mjr mgr inż. Paweł Szlachciak
- od 1 kwietnia 2011 – 31 maja 2016 – ppłk mgr inż. Henryk Sławkowski
- od 1 czerwca 2016 – 31 sierpnia 2016 – cz.p.o. kpt. Sebastian Klonowski
- od 1 września 2016 – ppłk Józef Bieńkowski